# Ligne RT2 (Rodalia de Tarragone)
Pour les articles homonymes, voir RT2.
La ligne RT2 de Rodalia de Tarragone est un service de chemin de fer de banlieue qui fait partie des Rodalies de Catalunya. Elle est exploitée par la Renfe et traverse des lignes de chemin de fer à écartement ibérique appartenant à ADIF. Cette ligne relie les gares de Port Aventura à L'Arboç,.

## Gares
| Gare                   | Commune       | Correspondances | Services |
| ---------------------- | ------------- | --------------- | -------- |
| L'Arboç                | L'Arboç       |                 |          |
| El Vendrell            | El Vendrell   |                 |          |
| Sant Vicenç de Calders | El Vendrell   |                 |          |
| Torredembarra          | Torredembarra |                 |          |
| Altafulla-Tamarit      | Altafulla     |                 |          |
| Tarragone              | Tarragone     |                 |          |
| Port Aventura          | Salou         |                 |          |